# Єнбекбірлік
Єнбекбірлі́к (каз. Еңбекбірлік) — село у складі Зерендинського району Акмолинської області Казахстану. Входить до складу Чаглінського сільського округу.
Населення — 38 осіб (2021; 73 у 2009, 98 у 1999, 113 у 1989).
Національний склад станом на 1989 рік:
- казахи — 100 %.

Станом на 1989 рік село називалось Енбекбірлік.